# Khamnigan de Mandchourie
Le khamnigan de Mandchourie est une langue mongole parlée dans la bannière du Vieux Barag, ville-préfecture de Hulunbuir, région autonome de Mongolie-Intérieure, en Chine.

## Histoire
Les Khamnigan de Mandchourie sont originaires de la région des rivières Borzia et Onon sur la frontière russo-mongole où vivent encore les Khamnigan Mongols et les Khamnigan Sibériens. Leur immigration en Mandchourie date de la même période que celle des Bouriates Shinekhen, après la Révolution d'octobre 1917.

## Bilinguisme
Les 1 600 Khamnigan sont officiellement comptés, en Chine, avec la minorité nationale evenki. La particularité des Khamnigan de mandchourie est leur bilinguisme. Ils ont deux langues qui leur sont propres et dont l'usage est parfaitement distinct, sans processus de créolisation : une langue mongole et une langue toungouse qui est une variété d'evenki.

## Phonologie

### Voyelles
|         | Antérieure    | Centrale      | Postérieure                 |
| ------- | ------------- | ------------- | --------------------------- |
| Fermée  | i [i] ii [iː] |               | ʊ [ʊ] ʊʊ [ʊː] u [ʉ] uu [ʉː] |
| Moyenne |               |               | e [ɵ] ee [ɵː]               |
| Ouverte |               | a [a] aa [aː] | o [ɔ] oo [ɔː]               |

### Consonnes
|               |               | Bilabiale | Dentale | Latérale | Palatale | Vélaire | Glottale |
| ------------- | ------------- | --------- | ------- | -------- | -------- | ------- | -------- |
| Occlusives    | Sourdes       | b [b̥]     | d [d̥]   |          |          | g [g̥]   |          |
| Occlusives    | Aspirées      | p [pʰ]    | t [tʰ]  |          |          | k [kʰ]  |          |
| Fricatives    | Fricatives    |           | s [s]   |          | š [ʃ]    |         | h [h]    |
| Affriquées    | Sourdes       |           |         |          | j [d̥͡ʒ̥]   |         |          |
| Affriquées    | Aspirée       |           |         |          | c [t͡ʃʰ]  |         |          |
| Nasales       | Nasales       | m [m]     | n [n]   |          |          | ng [ŋ]  |          |
| Liquides      | Liquides      |           | r [r]   | l [l]    |          |         |          |
| Semi-voyelles | Semi-voyelles |           |         |          | y [j]    |         |          |